# Heptodon
†Heptodon – wymarły rodzaj przypominającego tapira roślinożernego ssaka żyjącego w Ameryce Północnej w eocenie, między 55,4-48,6 miliona lat temu. Istniał więc przez około 6,8 miliona lat.

## Taksonomia
Nazwę rodzajową nadał w 1882 Edward Drinker Cope. Jednakże Colbert w 2005 uznał takson za parafiletyczny. Radinsky w 1966 przypisał go rodzinie Helaletinae, przy czym był on już wcześniej za sprawą Cope włączany do Ceratomorpha (od 1882, co potwierdzili Colbert i Schoch w 1998). W 1999 Holbrook przeniósł rodzaj do Heptodontidae), a w 2005 Colbert zaliczył do Tapiroidea.

## Morfologia
Zwierzę mierzyło około metra długości. Przypominało dzisiejsze tapiry. Jednakże kształt czaszki sugeruje, że prawdopodobnie nie dysponowało charakterystyczną tapirzą trąbą. Zamiast niej posiadały lekko wydłużoną, mięsistą górną wargę, jak jego krewniak Helatetes.
M. Mendoza, C. M. Janis i P. Palmqvist starali się wyznaczyć masę jednego z okazów. Uzyskali oni wynik około 15,5 kg.